# Prvoci
Prvoci (Protista) je souhrnné označení pro jednobuněčné eukaryotní heterotrofní (či mixotrofní) organismy, které byly dříve kvůli pohyblivosti a neschopnosti fotosyntézy řazeny do říše živočichové (Animalia). Tím se liší od ostatních protistů, jako jsou různé řasy (Algae) či houbám podobní protisté (hlenky, oomycety apod.). Tvoří kolonie. Ze skutečnosti, že dříve tvořili podskupinu živočichů, vyplývá také latinský termín protozoa čili „prvotní živočichové“.
Klasifikace prvoků prošla v posledních letech značným vývojem a jejich někdejší zástupci se dnes nacházejí ve většině přirozených eukaryotických superskupin, které sdílí spolu s mnohobuněčnými organismy a řasami.
Zkoumáním prvoků se zabývá protozoologie či protistologie.

## Vývoj poznání
Pravděpodobně prvním člověkem, který pozoroval prvoky, byl Holanďan Antoni van Leeuwenhoek. Popsal a zakreslil především nálevníky (Ciliophora) a nazýval je Animalcula („zvířátka“). V 18. století byli nazýváni Animalcula Infusoria čili „zvířátka z nálevů“. Tyto a mnohé další klasifikace byly postaveny na víře, že prvoci jsou živočichové. Prvním, kdo vyčlenil jednobuněčné heterotrofy, byl v roce 1848 Rudolf Leuckart. Ve druhé polovině 19. století vznikala další pojmenování, resp. klasifikace (jako Protoctista a Protista), jež zahrnují nejen prvoky, ale i mnohé jiné organismy.
Český název prvoci použil v roce 1821 Jan Svatopluk Presl jako český ekvivalent k termínu Infusoria.

## Klasifikace
Tabulka zobrazuje aktuální představy o fylogenetických vztazích prvoků, respektive domény Eukaryota, jelikož formy označované za prvoky jsou součástí většiny současných superskupin kromě skrytěnek, které nejsou uvedeny ani v tabulce. V posledním sloupci tabulka uvádí skupiny prvoků, které jsou do dané říše dnes řazeni, neuvádí však ostatní zástupce těchto říší, jako jsou živočichové, vyšší rostliny, houby a organismy považované za řasy.
| Nadřazené skupiny | Nadřazené skupiny | Superskupina                                      | Skupiny prvoků                       |
| ----------------- | ----------------- | ------------------------------------------------- | ------------------------------------ |
| Opimoda           | Amorphea          | Amoebozoa                                         | měňavky, panoženky, krytenky, hlenky |
| Opimoda           | Amorphea          | Obazoa                                            | trubénky, hmyzomorky, plísňovky      |
| Opimoda           |                   | CRuMs                                             | collodictyonidi, rigifilidi          |
| Opimoda           | Malawimonadida    | malawimonády                                      |                                      |
| Diphoda           | Diaphoretickes    | Archaeplastida                                    | rhodelfidie                          |
| Diphoda           | Diaphoretickes    | Sar                                               | Stramenopiles – opalinky, řasovky    |
| Diphoda           | Diaphoretickes    | Sar                                               | Alveolata – nálevníci, výtrusovci    |
| Diphoda           | Diaphoretickes    | Sar                                               | Rhizaria – dírkonošci, mřížovci      |
| Diphoda           | Diaphoretickes    | Haptista                                          | centrohelidní slunivky               |
| Diphoda           | Diaphoretickes    | Hemimastigophora                                  | spironemidi                          |
| Diphoda           |                   | Discoba                                           | améboflageláti, bičivky, diplonemy   |
| Diphoda           | Metamonada        | bičenkovci, oxymonády, retortamonády, diplomonády |                                      |

## Stavba těla

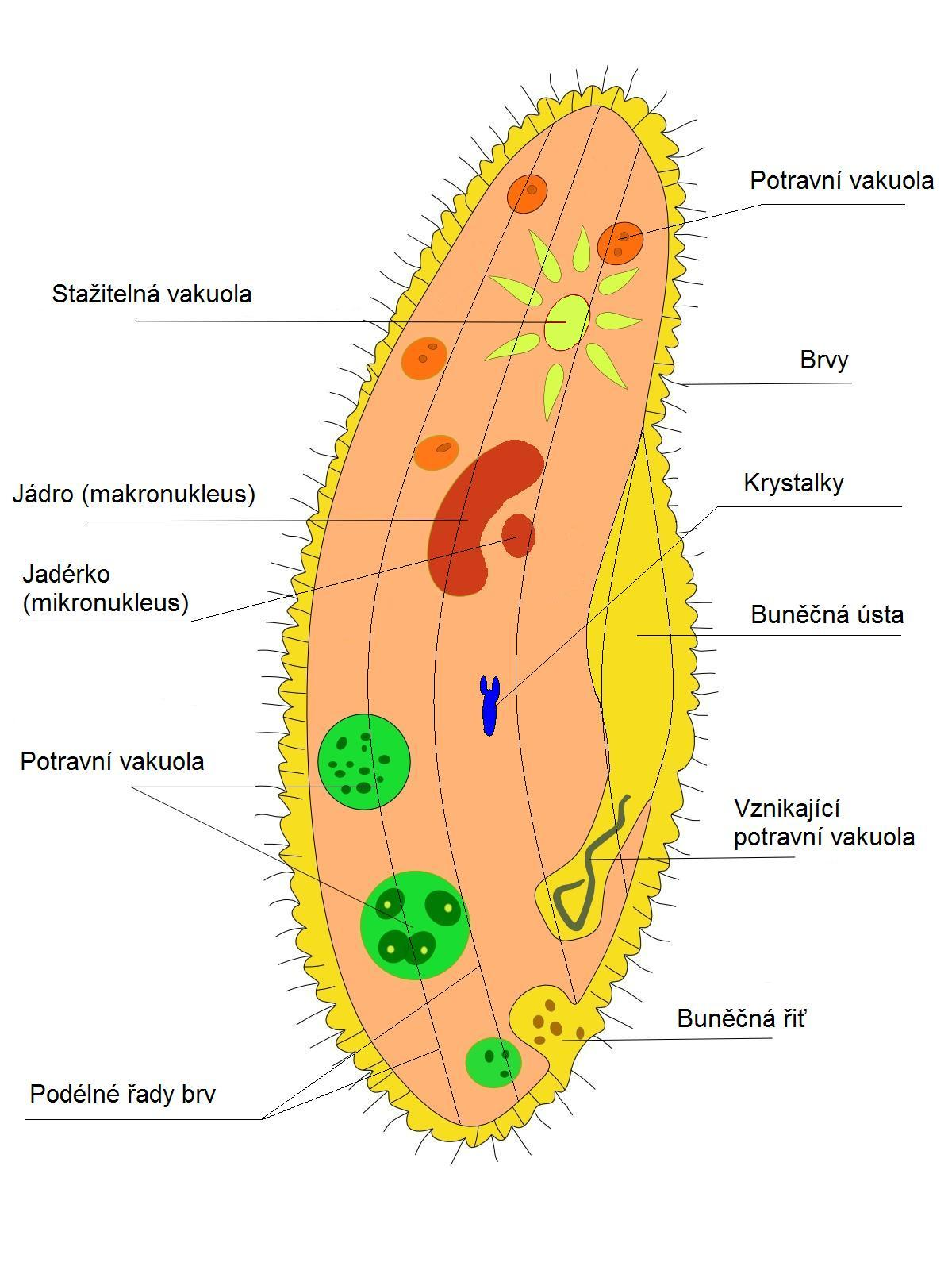
Schematická stavba trepky

Většina prvoků je velmi malá na to, aby je bylo možné spatřit pouhým okem, ale jsou dobře pozorovatelní mikroskopem. Nejčastěji dosahují rozměrů od 0,005 do 0,05 mm, i když jsou běžné i formy do velikosti 0,5 mm. Mezi prvoky viditelné pouhým okem patří např. měňavka bahenní (Pelomyxa palustris), která dosahuje velikosti až 5 mm.
Buňka prvoků obsahuje mnohé organely, které zajišťují pohyb, získávání potravy, trávení, vylučování nestrávených zbytků a odpadu a rozmnožování, které často nemají obdobu v buňkách jiných organismů (např. buněčná ústa, extruzomy, a podobně). Prvoci mají jedno nebo více rovnocenných či funkčně odlišných jader. Množí se nepohlavně (dělením nebo rozpadem) nebo pohlavně, někdy se jednotlivé způsoby napevno střídají v pravidelném životním cyklu. Žijí volně nebo cizopasí, pro většinu je charakteristická pohyblivost a heterotrofní způsob života. Známo je přes 30 000 druhů.
- cytoplazmatická membrána – semipermeabilní blána na povrchu buňky. Někdy je velmi tenká                          (cytoplazmatická membrána), někdy je však dvojitá (mimobuňková stadia Apicomplexa) nebo dokonce trojitá   (Gregarina). Pokud je zpevněna systémem mikrotubulů, nazývá se kortex, resp. pelikula (Opalinida, Ciliophora). U mnohých skupin produkuje schránku;
- cytoplazma – není organela v pravém smyslu slova, protože obaluje všechny organely v buňce. Někdy je diferencovaná na povrchovou viskózní ektoplazmu a zrnitější entoplazmu uvnitř buňky (Ciliophora, většina Sarcodina); tyto vrstvy mohou být i zřetelně oddělené (Lobosia);
- jádro (nukleus) je nejdůležitější organelou. Obsahuje DNA a dochází v něm i k syntéze RNA. Může být jedno (většina prvoků), mohou být dvě (makronukleus a mikronukleus u Ciliophora) nebo pozorujeme víc nediferencovaných jader (Opalinata, víceré Sarcodina);
- mitochondrie – dvojvrstvé membránozní organely, které poskytují energii pro životní pochody v buňce. U krevních parazitů mohou atrofovat (glukóza a další živiny jsou v nadbytku);
- Golgiho aparát – tubulózní organela; zabezpečuje sekreční činnost buňky. U rostlinných bičíkovců se tradičně nazývá diktyozom;
- fagozom – potravní vakuola, vzniká vlečením buňkové membrány do cytoplazmy. Splývá s lyzozomem, s měchýřkem naplněným trávicími enzymy, což umožňuje typické intracelulární trávení;
- pulzující (kontraktilní) vakuoly – vylučují nadbytečnou vodu, regulují tedy osmotický tlak v buňce;
- mikrotubuly – mají oporně-pohybovou funkci. Jsou základem bičíků a brv a podílejí se i na stavbě pelikuly a mitotického vřeténka.

## Životní projevy

### Pohyb
Pohyb prvoků je pasivní (prouděním vody a vzduchu) nebo aktivní. Aktivní pohyb může být améboidní, tzn. „přeléváním“ cytoplazmy (mechanizmus tohoto pohybu přesně neznáme, půjde zřejmě o stěhování plazmatických makromolekul) nebo pomocí brv (cilie) a jednoho či více bičíků (flagellum). Bičík se může přiložit k povrchu buňky, čímž vzniká undulující membrána (má ji např. Trypanosoma). Splýváním brv vznikají ciliální deriváty – cirry nebo membranely[zdroj?].
Prvoci se dříve tradičně dělili právě podle způsobu pohybu do čtyř níže uvedených skupin:[zdroj?]
- bičíkovci, např. krásnoočko – pohybují se pomocí bičíků;
- kořenonožci, např. měňavka – pohybují se pomocí panožek;
- nálevníci, např. trepka – pohybují se pomocí řasinek;
- výtrusovci, např. zimnička – specializovaní parazité.

### Příjem potravy
Příjem potravy se uskutečňuje:
- difuzí přes cytoplazmatickou membránu (nízkomolekulové látky);
- endocytózou, která má dvě varianty:
  - pinocytózu – pohlcování makromolekul, tukových kapiček a drobných částeček do velikosti 10 μm;
  - fagocytózu – pohlcování větších částic potravy (typické pro Sarcodina).

Při endocytóze sa částice dostává dovnitř buňky vlečením povrchové membrány, která utvoří okolo částice měchýřek. Pokud se na fagocytózu specializuje jedna část povrchu buňky, mluvíme o příjmu potravy cytostómem, který je typický pro Ciliophora. Nestrávené zbytky opouštějí buňku exocytózou přes cytopygy – buňkový „anus“, který je viditelný pouze v době defekace.
Vylučování zajišťuje Golgiho aparát.

### Rozmnožování
- Nepohlavní rozmnožování je rozšířené v několika typech:
  - binární dělení – buňka sa rozdělí na dva stejné jedince, přičemž se tak děje v podélném (Mastigophora) nebo v příčném směru (Ciliophora). Speciálním případem je pučení, při němž se z mateřského jedince oddělují mnohem menší pupeny, které potom dorůstají (Suctoria);
  - polytomie – rozpad na více jedinců. Vyskytuje se ve dvou variantách: sporogonie a schizogonie (Apicomplexa).
- Pohlavní rozmnožování – Prvoci mají po dobu života haploidní sadu chromozomů (Mastigophora, Apicomplexa), diploidní jsou Opalinata a Ciliophora. V prvém případě dochází k redukci počtu chromozomů při prvém dělení zygoty, ve druhém případě meióza probíhá při vzniku gamet. Pohlavní rozmnožování má v zásadě tři varianty:
  - gametogamie – splývání dvou nezávislých gamet, které mohou být stejné (izogamie) nebo morfologicky odlišené (anizogamie – Apicomplexa);
  - gamontogamie – kopulace (jader) gamet předchází spojení celých buněk, nebo aspoň jejich větších částí (Gregarina). Zvláštním případem gamontogamie je konjugace, rozšířená u Ciliophora: dva jedinci se k sobě přiloží cytostomem a splynou. Makronukleus se rozpustí, mikronukleus se v každé buňce dvakrát po sobě mitoticky dělí, takže vznikají čtyři malá jádra. Tři z nich se rozpouštějí, poslední se ještě jednou meioticky dělí na stacionární a migrativní jádro. Migrativní jádra si jedinci mezi sebou vymění, vzápětí každé splývá se stacionárním jádrem druhého jedince. Vzniká synkaryon a jedinci se od sebe oddělují. Dost složitým dělením synkaryonu v každém jedinci vznikají dvě makronuklea a 2 mikronuklea. Jedinci se ještě jednou rozdělí, takže výsledkem konjugace jsou čtyři jedinci;
  - autogamie – proces samooplodnění jádry, která vznikla v tom samém jedinci (Foraminifera, Heliozoa, zřídka jinde).
- Metageneze – střídání pohlavního a nepohlavního rozmnožování.

## Rozšíření
Prvoci jsou rozšířeni všude, kde je jen trochu vlhké prostředí. Nalezneme je ve sladké i slané vodě, v půdě, na povrchu i uvnitř živočichů a rostlin. Hrají důležitou roli v ekologii – mají význam při tzv. samočištění vody, v půdách jsou součástí společenstva půdních organizmů zvaného edafon. Jsou schopny přežívat za nízkých i vysokých teplot. Některé druhy mohou žít jen v teplých mořích, jiné vyžadují studené polární mořské vody. Nejvhodnější teplotou pro většinu prvoků je však rozmezí 15 až 25 °C. I když někteří prvoci žijí i v prostředí s vysokými teplotami, většina z nich při teplotách nad 42 °C hyne. Dalším nebezpečím pro prvoky je ultrafialové záření, čehož se využívá např. ke sterilizaci vody.
V mechu nalezneme převážně kořenonožce a nálevníky, kteří dovedou snášet velké teplotní a vlhkostní rozdíly. Mořské prvoky lze nalézt jak u mořského dna, tak při mořské hladině. Prvoci obývající mořské dno (benthos) jsou převážně dírkonošci s pevnou schránkou, kteří se po mořském dnu pohybují nebo žijí přisedle na podkladu. Mřížovci žijí převážně na volném moři (pelagiál a jsou hlavní složkou mořského planktonu. V menším počtu pak mořské vody obývají i bičíkovci a dírkonošci.
Zvláštní skupinou z hlediska životního prostředí jsou parazitičtí prvoci.

## Patogenní prvoci
Podle způsobu života je dělíme na ektoparazity a endoparazity. Ektoparazité žijí na povrchu vodních a vlhkomilných živočichů. Hostitelům jsou schopni způsobit těžká onemocnění a často je i usmrcují. Typickými představiteli této skupiny prvoků jsou např. bičivka rybí, čepelenka kapří nebo kožovec rybí. Endoparazité přežívají v tkáních nebo orgánech svých hostitelů. Mezi ty, kteří jsou hostiteli nebezpeční, patří např. měňavka střevní nebo trypanozomy. (Jindy však přítomnost prvoků naopak hostiteli pomáhá – tak je tomu u termitů, kteří mají ve svých střevech bičíkovce, nebo u přežvýkavců s nálevníky v bachoru. Tito prvoci umožňují hostitelům lépe trávit potravu. Většina endoparazitů však v tělech hostitelů škodí – připravují je o výživné látky, poškozují jejich buňky a někdy je i ničí; vylučují jedovaté látky, toxiny).
Patogenní prvoci způsobují mnohé významné nemoci člověka i jiných organismů:
- malárie
- spavá nemoc
- Chagasova nemoc (americká trypanozomiáda)
- leishmanióza
- toxoplasmóza
- giardióza, resp. lamblióza
- balantidióza
- měňavkovitá úplavice